# Willem V van Angoulême
Willem V van Angoulême (overleden te Deutz in 1120) was van 1087 tot aan zijn dood graaf van Angoulême. Hij behoorde tot het huis Taillefer.

## Levensloop
Willem V was de zoon van graaf Fulco van Angoulême en diens echtgenote Condoha, vermoedelijk een dochter van de Normandische edelman Robert I van Eu. In 1087 volgde hij zijn vader op als graaf van Angoulême.
Hij kwam in conflict met graaf Boso III van La Marche, die in 1091 zijn burcht in Confolens aanviel, maar daarbij sneuvelde. Willem probeerde daarop zijn invloed in La Marche te vergroten door Boso's oom Odo I in de opvolgingsstrijd om het graafschap te ondersteunen tegen Boso's zus Almodis. Hierdoor geraakte hij tevens in conflict met heer Hugo VI van Lusignan, die ook zijn erfaanspraken op La Marche liet gelden. Een aanval van Hugo VI op de abdij van Charroux kon Willem succesvol afweren. 
Aan het einde van zijn leven ondernam Willem een kruistocht naar Palestina. Op zijn terugreis stierf hij in 1120 in de Abdij van Deutz nabij Keulen, waar zijn lichaam eveneens werd bijgezet.

## Huwelijk en nakomelingen
Willem V was gehuwd met Vitapoi, dochter van graaf Willem Amanieu II van Bénauges. Ze kregen volgende kinderen:
- Wulgrin II (1089-1140), graaf van Angoulême
- Raymond, heer van Fronsac
- Fulco, heer van Montausier
- een naamloze dochter, gehuwd met burggraaf Adhémar III van Limoges